# Synagoga v Kolinci
Zaniklá synagoga v Kolinci, založená roku 1815, stávala naproti budově zámku v městysu Kolinec. Na jejím místě stojí v současné době prodejna (č.p. 288).
K bohoslužbám se využívala do roku 1919, ale po požáru v roce 1931 nebyla rekonstruována a zanikla. Mívala mansardovou střechu a v patře modlitební sál, chyběla galerie pro ženy - místo pro ně bylo odděleno železnou mříží. Do mužské části v horním patře se vstupovalo po vnějším dřevěném schodišti.
V městysu se také nachází židovský hřbitov.